# Ustawa o Wielkim Hamburgu

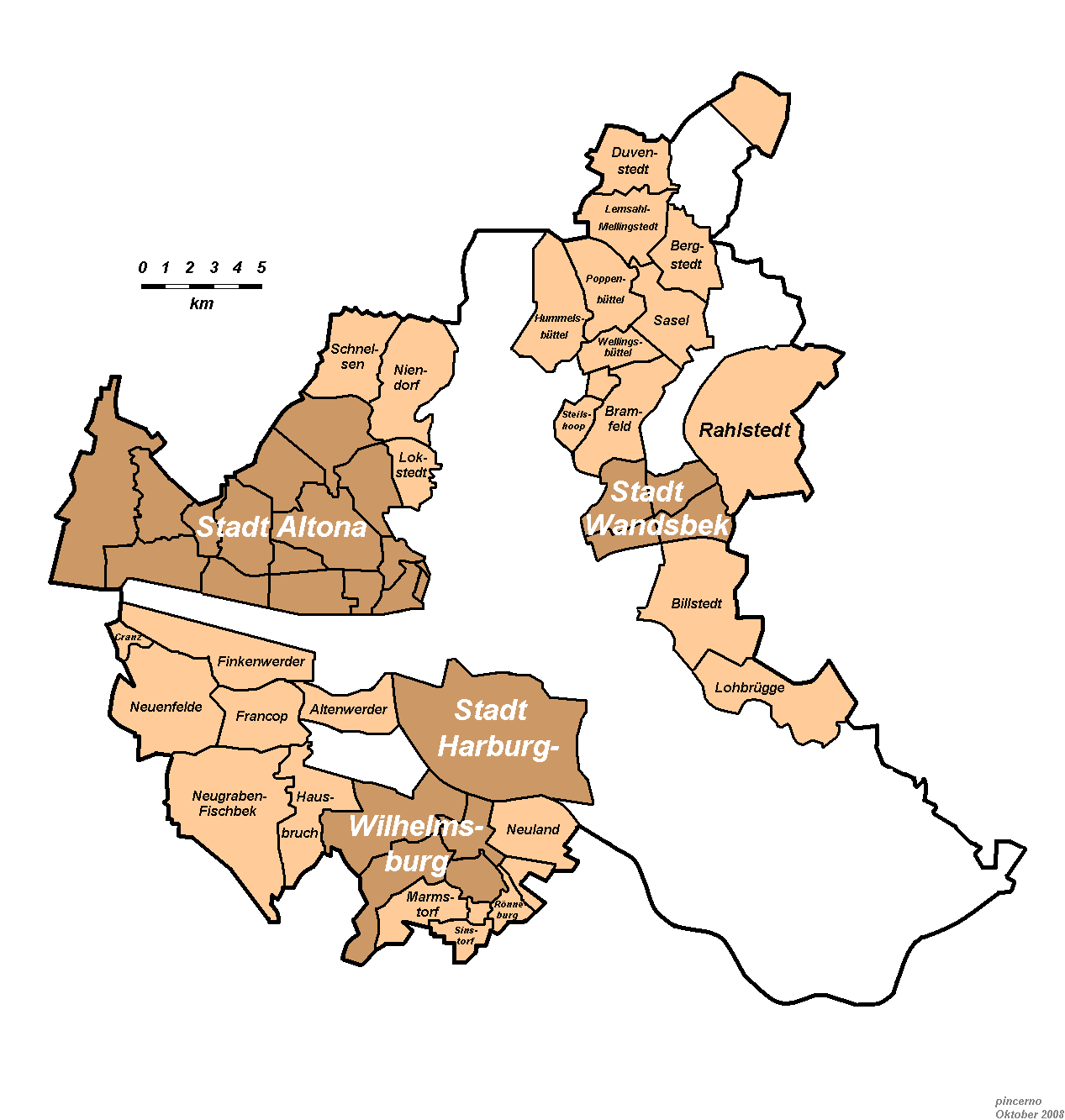
Bezbarwny obszar pokazuje Hamburg w swych pierwotnych granicach, zaznaczone kolorem obszary to zyski terytorialne w roku 1937: ciemnobrązowy to tereny dawniej niezależnych miast, jasnobrązowy okolicznych gmin i wsi

Ustawa o Wielkim Hamburgu i innych uregulowaniach terytorialnych w skrócie ustawa o Wielkim Hamburgu (niem. Gesetz über Groß-Hamburg und andere Gebietsbereinigungen w skrócie Groß-Hamburg-Gesetz) – ustawa, która traktowała o korektach administracyjnych w północnych Niemczech, głównie o rozszerzeniu terytorialnym Hamburga.
Ustawa była wydana przez rząd III Rzeszy 26 stycznia 1937 i obowiązywała od 1 kwietnia 1937.
Na jej mocy pruskie miasta Altona, Harburg-Wilhelmsburg i Wandsbeck, jak również hamburskie miasto Bergedorf traciły swoją samodzielność i stawały się częścią Hamburga z dniem 1 kwietnia 1938.  W zamian za to z kraju Hamburga wyłączono miasta Cuxhaven i Geesthacht.
Jednocześnie Lubeka traciła swoją samodzielność zostając włączona do pruskiej prowincji Szlezwik-Holsztyn. Do pruskiego do tej pory Wilhelmshaven przyłączone zostało oldenburskie miasto Rüstringen, a nowy organizm włączono do kraju Oldenburg. Z kolei część kraju oldenburskiego, tj. Birkenfeld, włączono jako powiat do pruskiej prowincji Nadrenia.